# غانچی
غانچی (به تاجیکی: Ғончӣ) جماعت و شهرکی در شمال تاجیکستان است که در ناحیهٔ غانچی ولایت سغد قرار دارد و مرکز این ناحیه می‌باشد. جمعیت این جماعت ۸٬۲۵۲ نفر است.